# Paris Masters 2023 - Qualificazioni singolare
Le qualificazioni del singolare del Paris Masters 2023 sono state un torneo di tennis preliminare per accedere alla fase finale della manifestazione. I vincitori dell'ultimo turno sono entrati di diritto nel tabellone principale. In caso di ritiro di uno o più giocatori aventi diritto a questi sono subentrati i lucky loser, ossia i giocatori che hanno perso nell'ultimo turno ma che avevano una classifica più alta rispetto agli altri partecipanti che avevano comunque perso nel turno finale.

## Teste di serie
1. Roman Safiullin (qualificato)
2. Sebastian Ofner (ultimo turno)
3. Daniel Altmaier (ritirato)
4. Yoshihito Nishioka (qualificato)
5. Yannick Hanfmann (primo turno)
6. Lorenzo Sonego (primo turno)
7. Dušan Lajović (ultimo turno, lucky loser)

1. Márton Fucsovics (qualificato)
2. Aleksandar Vukic (ritirato)
3. Marcos Giron (qualificato)
4. Jordan Thompson (ultimo turno, lucky loser)
5. Christopher O'Connell (ultimo turno)
6. Roberto Carballés Baena (ultimo turno)
7. Botic van de Zandschulp (qualificato)

## Qualificati
1. Roman Safiullin
2. Botic van de Zandschulp
3. Jeffrey John Wolf
4. Yoshihito Nishioka

1. Márton Fucsovics
2. Dominic Thiem
3. Marcos Giron

### Lucky loser
1. Dušan Lajović

1. Jordan Thompson

## Tabellone

### Sezione 1
|  | Primo turno | Primo turno         | Primo turno         | Primo turno | Primo turno |  |  | Ultimo turno | Ultimo turno    | Ultimo turno | Ultimo turno | Ultimo turno |  |
|  |             |                     |                     |             |             |  |  |              |                 |              |              |              |  |
|  | 1           | Roman Safiullin     | Roman Safiullin     | 6           | 6           |  |  |              |                 |              |              |              |  |
|  | WC          | Arthur Cazaux       | Arthur Cazaux       | 4           | 2           |  |  | 1            | Roman Safiullin | 3            | 6            | 6            |  |
|  |             | Thiago Seyboth Wild | Thiago Seyboth Wild | 4           | 1           |  |  | 11           | Jordan Thompson | 6            | 4            | 4            |  |
|  | 11          | Jordan Thompson     | Jordan Thompson     | 6           | 6           |  |  |              |                 |              |              |              |  |

### Sezione 2
|  | Primo turno | Primo turno             | Primo turno             | Primo turno | Primo turno |  |  | Ultimo turno | Ultimo turno            | Ultimo turno            | Ultimo turno | Ultimo turno |  |
|  |             |                         |                         |             |             |  |  |              |                         |                         |              |              |  |
|  | 2           | Sebastian Ofner         | 5                       | 7           | 6           |  |  |              |                         |                         |              |              |  |
|  | WC          | Térence Atmane          | 7                       | 5           | 4           |  |  | 2            | Sebastian Ofner         | Sebastian Ofner         | 67           | 2            |  |
|  |             | Pedro Cachín            | Pedro Cachín            | 2           | 4           |  |  | 14           | Botic van de Zandschulp | Botic van de Zandschulp | 7            | 6            |  |
|  | 14          | Botic van de Zandschulp | Botic van de Zandschulp | 6           | 6           |  |  |              |                         |                         |              |              |  |

### Sezione 3
|  | Primo turno | Primo turno             | Primo turno             | Primo turno | Primo turno |  |  | Ultimo turno | Ultimo turno            | Ultimo turno            | Ultimo turno | Ultimo turno |  |
|  |             |                         |                         |             |             |  |  |              |                         |                         |              |              |  |
|  | Alt         | Jeffrey John Wolf       | 6                       | 4           |             |  |  |              |                         |                         |              |              |  |
|  |             | Bernabé Zapata Miralles | 1                       | 0           | r           |  |  | Alt          | Jeffrey John Wolf       | Jeffrey John Wolf       | 6            | 6            |  |
|  |             | Juan Pablo Varillas     | Juan Pablo Varillas     | 4           | 2           |  |  | 13           | Roberto Carballés Baena | Roberto Carballés Baena | 3            | 4            |  |
|  | 13          | Roberto Carballés Baena | Roberto Carballés Baena | 6           | 6           |  |  |              |                         |                         |              |              |  |

### Sezione 4
|  | Primo turno | Primo turno                | Primo turno | Primo turno | Primo turno |  |  | Ultimo turno | Ultimo turno       | Ultimo turno       | Ultimo turno | Ultimo turno |  |
|  |             |                            |             |             |             |  |  |              |                    |                    |              |              |  |
|  | 4           | Yoshihito Nishioka         | 3           | 7           | 6           |  |  |              |                    |                    |              |              |  |
|  | WC          | Titouan Droguet            | 6           | 64          | 2           |  |  | 4            | Yoshihito Nishioka | Yoshihito Nishioka | 6            | 6            |  |
|  | WC          | Giovanni Mpetshi Perricard | 4           | 7           | 3           |  |  | Alt          | Yosuke Watanuki    | Yosuke Watanuki    | 4            | 4            |  |
|  | Alt         | Yosuke Watanuki            | 6           | 68          | 6           |  |  |              |                    |                    |              |              |  |

### Sezione 5
|  | Primo turno | Primo turno      | Primo turno      | Primo turno | Primo turno |  |  | Ultimo turno | Ultimo turno     | Ultimo turno     | Ultimo turno | Ultimo turno |  |
|  |             |                  |                  |             |             |  |  |              |                  |                  |              |              |  |
|  | 5           | Yannick Hanfmann | 4                | 7           | 4           |  |  |              |                  |                  |              |              |  |
|  |             | Grégoire Barrère | 6                | 63          | 6           |  |  |              | Grégoire Barrère | Grégoire Barrère | 5            | 2            |  |
|  |             | Emil Ruusuvuori  | Emil Ruusuvuori  | 4           | 2           |  |  | 8            | Márton Fucsovics | Márton Fucsovics | 7            | 6            |  |
|  | 8           | Márton Fucsovics | Márton Fucsovics | 6           | 6           |  |  |              |                  |                  |              |              |  |

### Sezione 6
|  | Primo turno | Primo turno           | Primo turno | Primo turno | Primo turno |  |  | Ultimo turno | Ultimo turno          | Ultimo turno          | Ultimo turno | Ultimo turno |  |
|  |             |                       |             |             |             |  |  |              |                       |                       |              |              |  |
|  | 6           | Lorenzo Sonego        | 1           | 6           | 5           |  |  |              |                       |                       |              |              |  |
|  |             | Dominic Thiem         | 6           | 4           | 7           |  |  |              | Dominic Thiem         | Dominic Thiem         | 6            | 6            |  |
|  |             | Arthur Rinderknech    | 6           | 65          | 3           |  |  | 12           | Christopher O'Connell | Christopher O'Connell | 4            | 3            |  |
|  | 12          | Christopher O'Connell | 4           | 7           | 6           |  |  |              |                       |                       |              |              |  |

### Sezione 7
|  | Primo turno | Primo turno     | Primo turno     | Primo turno | Primo turno |  |  | Ultimo turno | Ultimo turno  | Ultimo turno | Ultimo turno | Ultimo turno |  |
|  |             |                 |                 |             |             |  |  |              |               |              |              |              |  |
|  | 7           | Dušan Lajović   | 3               | 7           | 7           |  |  |              |               |              |              |              |  |
|  |             | Quentin Halys   | 6               | 5           | 60          |  |  | 7            | Dušan Lajović | 5            | 7            | 64           |  |
|  |             | Dominik Koepfer | Dominik Koepfer | 65          | 3           |  |  | 10/Alt       | Marcos Giron  | 7            | 5            | 7            |  |
|  | 10/Alt      | Marcos Giron    | Marcos Giron    | 7           | 6           |  |  |              |               |              |              |              |  |